# 越川禮子
越川 禮子（こしかわ れいこ、1926年1月24日 - 2025年2月23日）は、日本の実業家。特定非営利活動法人江戸しぐさ（現：特定非営利活動法人日本のこころ・江戸しぐさ）の元理事長、理事を歴任した。

## 来歴・人物
東京都生まれ。青山学院女子専門部家政科卒業。1966年、市場調査の会社インテリジェンス・サービスを設立、取締役社長。1986年、米国の老人問題を描いた『グレイパンサー』で潮賞ノンフィクション部門優秀作となり刊行される。1991年、芝三光こと小林和雄を知って弟子入りし、芝が江戸時代のマナー集として創作した「江戸しぐさ」を普及するための運動に従事するに至る。

## 批判
歴史研究家である原田実は、越川が提唱する「江戸しぐさ」が伝来の経緯の追究に耐えない内容であることを指摘している。

## 著作物

### 単著
- 『グレイパンサー』潮出版社、1986
- 『江戸の繁盛しぐさ こうして江戸っ子になった』日本経済新聞社、1992　のち文庫
- 『商人道「江戸しぐさ」の知恵袋』講談社+α新書、2001
- 『身につけよう!江戸しぐさ イキで元気でカッコいい!出来るおとなの大切な心得』ロングセラーズ、2004
- 『暮らしうるおう江戸しぐさ』朝日新聞社、2007
- 『子どもが育つ江戸しぐさ』ロングセラーズ、2007、ISBN 978-4-8454-0786-6
- 『ササッとわかるいろはかるたの「江戸しぐさ」』図解大安心シリーズ、講談社、2007
- 『野暮な人イキな人 江戸の美意識「イキ」で現代を読み解く』パンドラ新書、日本文芸社、2007
- 『三六九の子育て力 大人になって困らない人を作る』ポプラ社、2008
- 『「また会いたい人」と言われる話し方 入門江戸しぐさ』教育評論社、2008
- 『日本人なら知っておきたい　江戸しぐさ』ロングセラーズ、2015

### 共著
- 『「江戸しぐさ」完全理解 「思いやり」に、こんにちは』林田明大共著、三五館、2006
- 『今、伝えたい、子育ての知恵 江戸しぐさ』伊達松風共著、フリーマン 2007
- 『江戸しぐさに学ぶ子どもの「作法(マナー)」 「あいさつ」から「思いやりの心」まで」日本ホスピタリティ推進協会共著、PHP研究所、2008
- 『少年少女のための「江戸しぐさ」 「思いやり」は成績より偉かった!』林田明大共著、三五館、2008
- 『人づくりと江戸しぐさおもしろ義塾』桐山勝共著、MOKU出版（旧・黙出版）、2009

### 監修
- 『図説暮らしとしきたりが見えてくる江戸しぐさ 日本人なら忘れてはいけない「気づかい」「心づかい」』青春出版社、2007
- 『マンガ版「江戸しぐさ」入門 イキで素直にカッコよく』新潟江戸しぐさ研究会構成・著 斉藤ひさおマンガ、三五館、2007
- 『身につけよう粋でステキな江戸しぐさマンガ教本 入門編』浜田安代制作・プロデュース、ゆなさプロデュース、2009
- 『江戸しぐさ事典 子育てからリーダーシップの在り方まで』桐山勝編著、三五館、2012
- 『思いやりの心江戸しぐさ』池田葉子編著・絵、マガジンハウス、2013